# گالاکتوکیناز
گالاکتوکیناز یک آنزیم از گروه آنزیم‌های فسفوترانسفراز است که واکنش فسفریلاسیون آلفا دی گالاکتوز و تبدیل آن به گالاکتوز ۱-فسفات را بر عهده دارد. در این روند، یک مولکول ATP نیز مصرف می‌شود. گالاکتوکیناز دومین مرحله از مسیر للویر Leloir را کاتالیز می‌کند. مسیر للویر یک مسیر متابولیک است که در بیشتر جانداران دیده می‌شود و در آن بتا دی‌گالاکتوز به گلوکز ۱-فسفات تبدیل می‌شود. این آنزیم نخستین بار از کبد پستانداران جداسازی شد.